# Federico Tontodonati
Federico Tontodonati (Torino, 30 ottobre 1989) è un marciatore italiano, vincitore di 16 titoli nazionali (9 assoluti, 1 universitario, 3 Under 23, 1 Under 20 e 2 Under 18) e finalista sui 20 km di marcia ai Mondiali di Mosca 2013 e Pechino 2015 e partecipazione ai Giochi Olimpici Estivi di Tokyo 2020 sempre sulla 20 km.

## Biografia

### Gli inizi con l'atletica, il passaggio dal mezzofondo alla marcia e gli allenatori
Ha iniziato con l'atletica nel 2004 praticando all'inizio il mezzofondo per poi passare successivamente al “tacco e punta”.
All'inizio è stato allenato da Danilo Caroli, poi è passato sotto la guida tecnica di Sandro Damilano e dal 2013 viene allenato dal padre Mauro Tontodonati fino al 2019, quando il tecnico diventa Alessandro Gandellini. 

### 2005-2006: i primi titoli italiani di categoria e l'esordio in una rassegna internazionale giovanile
Nel 2005 diventa vicecampione italiano allievi sui 10 km di marcia e già nel 2006 vince i primi titoli nazionali giovanili con la doppietta ai campionati italiani allievi nella marcia 5 km (indoor) e 10000 m (outdoor); partecipa anche agli assoluti di Torino dove termina all'undicesimo posto in classifica.
Esordisce in una rassegna internazionale giovanile, gareggiando in Spagna a La Coruña in occasione della Coppa del mondo juniores di marcia a squadre dove finisce al 25º posto sui 10 km (quarto nella classifica a squadre).

### 2007-2009: altre rassegne internazionali giovanili ed un titolo italiano juniores
Nel 2007 si laurea vicecampione italiano juniores indoor sui 5 km di marcia e giunge sesto sui 10000 m di marcia ai campionati nazionali di categoria all'aperto.
Gareggia a livello internazionale in due manifestazioni giovanili: nella Coppa Europa juniores di marcia a squadre, tenutasi a Leamington Spa in Gran Bretagna finendo in 22ª posizione nell'individuale sui 10 km e settimo nella classifica a squadre e agli Europei Juniores di Hengelo nei Paesi Bassi finisce dodicesimo sui 10000 m di marcia in pista.
Nel 2008, partecipa sia alla Coppa del mondo juniores di marcia a squadre a Čeboksary in Russia (settimo posto individuale sui 10 km e quarto a squadre) che ai Campionati Mondiali juniores in Polonia a Bydgoszcz in pista (15º posto nella marcia 10000 m).
In ambito italiano vince il titolo nazionale juniores indoor nella marcia 5 km ed ai campionati di categoria all'aperto è bronzo sui 10000 m di marcia.
Nel 2009 gareggia agli Europei under 23 svoltisi in Lituania a Kaunas dove termina 14º nei 20 km di marcia; nei campionati italiani giunge quinto nei 10000 m in pista, mentre ai nazionali sui 20 km di marcia termina sesto assoluto e quarto tra le promesse.

### 2010: l'esordio con la Nazionale assoluta ed un titolo italiano promesse
Nel 2010 vince il titolo italiano promesse sui 50 km di marcia (vicecampione a livello assoluto).
Esordisce con la Nazionale seniores in occasione della Coppa del mondo di marcia a squadre, svoltasi in Messico a Chihuahua concludendo in 27ª posizione sui 50 km e sesto nella classifica a squadre.

### 2011-2016: i titoli italiani assoluti e quello universitario, gli argenti a squadre nella Coppa Europa di marcia
Si laurea tre volte campione italiano di marcia nel 2011: 10000 m promesse, 50 km sia assoluti che promesse; in più diventa vicecampione nazionale assoluto nei 10000 m. Partecipa a tre rassegne internazionali: in Coppa Europa di marcia ad Olhão (Portogallo) contribuisce col suo dodicesimo posto alla vittoria dell'argento nella classifica a squadre; agli Europei under 23 in Repubblica Ceca ad Ostrava termina quinto sui 20 km di marcia ed infine sulla stessa distanza alle Universiadi in Cina a Shenzhen finisce la gara al decimo posto.
Doppietta di titoli italiani assoluti nel 2012 con vittoria del titolo tricolore sia sui 20 che nei 50 km di marcia. Gareggia nella Coppa del mondo di marcia a Saransk in Russia finendo in 64ª posizione.
Nel 2013, sempre in Russia ai Mondiali di Mosca termina al 42º posto nei 20 km di marcia, mentre si ritira nella Coppa Europa di marcia tenutasi a Dudince in Slovacchia. In Italia invece giunge quinto sui 10000 m di marcia agli assoluti di Milano.
Nel 2014 vince il titolo nazionale universitario sui 5000 m di marcia e si laurea per tre volte vicecampione italiano di marcia nell'ordine sui 50, 20 e 10 km. Partecipa alla Coppa del mondo di marcia svoltasi a Taicang in Cina arrivando al 38º posto nella prova individuale e quinto nella classifica a squadre.
Vince 4 medaglie, con due titoli assoluti, in altrettante gare di marcia ai campionati italiani del 2015: oro sia sui 50 km che nei 10 km agli assoluti, argento nei 20 km e bronzo sui 5 km agli assoluti indoor. In ambito internazionale contribuisce, col suo dodicesimo posto, alla vittoria della medaglia d'argento nella classifica a squadre, nella Coppa Europa di marcia tenutasi a Murcia in Spagna. Ai Mondiali in Cina a Pechino termina la gara in 27ª posizione.
Nel 2016 ha vinto il titolo italiano assoluto nei 20 km di marcia.

## Progressione

### Marcia 3000 metri
| Stagione | Tempo    | Luogo  | Data      | Rank. Mond. |
| -------- | -------- | ------ | --------- | ----------- |
| 2020     | 11'33"13 | Parma  | 4-01-2020 |             |
| 2010     | 11'59"45 | Chiuro | 11-9-2010 |             |
| 2009     | 12'03"81 | Chiuro | 5-9-2009  |             |
| 2008     | 12'05"11 | Chiuro | 6-9-2008  |             |

### Marcia 5000 metri
| Stagione | Tempo    | Luogo       | Data       | Rank. Mond. |
| -------- | -------- | ----------- | ---------- | ----------- |
| 2021     | 19'07"64 | Milano      | 24-04-2021 |             |
| 2020     | 19'34"6  | Alessandria | 26-08-2020 |             |
| 2017     | 19'26"86 | Chivasso    | 10-09-2017 |             |
| 2015     | 20'59"49 | Matera      | 26-9-2015  |             |
| 2014     | 19'32"89 | Milano      | 24-5-2014  |             |
| 2011     | 19'55"70 | Macerata    | 24-9-2011  |             |
| 2006     | 21'28"27 | Milano      | 2-9-2006   |             |
| 2005     | 24'12"59 | Saronno     | 19-6-2005  |             |

### Marcia 10000 metri
| Stagione | Tempo    | Luogo           | Data       | Rank. Mond. |
| -------- | -------- | --------------- | ---------- | ----------- |
| 2020     | 39'48"14 | Bergamo         | 10-09-2020 |             |
| 2019     | 40'08"88 | Mariano Comense | 20-04-2019 |             |
| 2018     | 40'02"51 | Torino          | 26-05-2018 |             |
| 2017     | 40'34"09 | Trieste         | 1-07-2017  |             |
| 2016     | 40'27"57 | Asti            | 21-05-2016 |             |
| 2015     | 40'54"84 | Biella          | 27-6-2015  |             |
| 2014     | 41'37"79 | Torino          | 29-6-2014  |             |
| 2013     | 40'24"30 | Borgaretto      | 26-6-2013  |             |
| 2012     | 41'36"40 | Santhià         | 5-6-2012   |             |
| 2011     | 41'00"33 | Torino          | 25-6-2011  |             |
| 2010     | 42'08"86 | Comacchio       | 25-9-2010  |             |
| 2009     | 43'05"11 | Alessandria     | 1-5-2009   |             |
| 2008     | 42'50"56 | Torino          | 15-6-2008  |             |
| 2007     | 43'31"60 | Milano          | 17-3-2007  |             |
| 2006     | 44'18"80 | Livorno         | 11-3-2006  |             |
| 2005     | 45'38"21 | Rieti           | 24-9-2005  |             |

### Marcia 5000 metri indoor
| Stagione | Tempo    | Luogo  | Data       | Rank. Mond. |
| -------- | -------- | ------ | ---------- | ----------- |
| 2021     | 19'33"71 | Ancona | 20-02-2021 |             |
| 2015     | 19’26”94 | Padova | 21-2-2015  |             |
| 2008     | 20’54”10 | Ancona | 10-2-2008  |             |
| 2007     | 21’19”68 | Genova | 25-2-2007  |             |

### Marcia 10 km su strada
| Stagione | Tempo    | Luogo          | Data       | Rank. Mond. |
| -------- | -------- | -------------- | ---------- | ----------- |
| 2021     | 40'27    | Rovereto       | 25-06-2021 |             |
| 2020     | 40'31    | Modena         | 18-10-2020 |             |
| 2019     | 40'28    | Scanzorosciate | 31-03-2019 |             |
| 2018     | 40'18    | Pescara        | 7-09-2018  |             |
| 2016     | 41'04    | Rieti          | 26-06-2016 |             |
| 2015     | 40'36    | Torino         | 24-7-2015  |             |
| 2014     | 40'21    | Rovereto       | 18-7-2014  |             |
| 2012     | 40'52    | Lugano         | 18-3-2012  |             |
| 2010     | 44'05    | Villar Dora    | 18-4-2010  |             |
| 2008     | 42'12    | Poděbrady      | 12-4-2008  |             |
| 2007     | 44'11    | Leamington Spa | 20-5-2007  |             |
| 2006     | 45'08    | La Coruña      | 13-5-2006  |             |
| 2005     | 45'38"21 | Rieti          | 24-9-2005  |             |

### Marcia 20 km su strada
| Stagione | Tempo   | Luogo           | Data       | Rank. Mond. |
| -------- | ------- | --------------- | ---------- | ----------- |
| 2021     | 1:20'12 | Grottaglie      | 7-03-2021  |             |
| 2020     | 1:22'11 | Poděbrady       | 10-10-2020 |             |
| 2019     | 1:21'20 | Poděbrady       | 6-04-2019  |             |
| 2018     | 1:21'52 | Roma            | 14-03-2018 |             |
| 2017     | 1:22'53 | Cassino         | 26-03-2017 |             |
| 2016     | 1:21'56 | Cassino         | 20-03-2016 |             |
| 2015     | 1:22'33 | Cassino         | 29-03-2015 |             |
| 2014     | 1:23'44 | La Coruña       | 31-5-2014  |             |
| 2013     | 1:22'33 | Poděbrady       | 13-4-2013  |             |
| 2012     | 1:22'00 | Lugano          | 18-3-2012  |             |
| 2011     | 1:26'01 | Poděbrady       | 9-4-2011   |             |
| 2009     | 1:30'44 | Borgo Valsugana | 20-9-2009  |             |
| 2007     | 1:30'48 | Melfi           | 7-10-2007  |             |

### Marcia 35 km su strada
| Stagione | Tempo   | Luogo            | Data       | Rank. Mond. |
| -------- | ------- | ---------------- | ---------- | ----------- |
| 2020     | 2:34'55 | Grosseto         | 20-01-2020 |             |
| 2019     | 2:36'14 | Gioiosa Marea    | 27-01-2019 |             |
| 2018     | 2:32'37 | Grosseto         | 28-01-2018 |             |
| 2017     | 2:37'32 | Grosseto         | 29-01-2017 |             |
| 2012     | 2:36'33 | Latina           | 27-01-2012 |             |
| 2011     | 2:55'29 | Bianco           | 30-01-2011 |             |
| 2009     | 2:46'58 | Rosignano Solvay | 25-01-2009 |             |

### Marcia 50 km su strada
| Stagione | Tempo   | Luogo          | Data       | Rank. Mond. |
| -------- | ------- | -------------- | ---------- | ----------- |
| 2017     | 4:00'39 | Poděbrady      | 21-05-2017 |             |
| 2016     | 3:55'17 | Roma           | 08-05-2016 |             |
| 2015     | 3:49'27 | Andernach      | 10-10-2015 |             |
| 2014     | 4:01'55 | Latina         | 26-1-2014  |             |
| 2012     | 3:51'37 | Villa di Serio | 14-10-2012 |             |
| 2011     | 3:55'04 | Villa di Serio | 23-10-2011 |             |
| 2010     | 4:11'29 | Chihuahua      | 15-5-2010  |             |

## Palmarès
| Anno | Manifestazione    | Sede      | Evento         | Risultato | Tempo    | Note  |
| ---- | ----------------- | --------- | -------------- | --------- | -------- | ----- |
| 2007 | Europei juniores  | Hengelo   | Marcia 10000 m | 12º       | 43'37"05 | [ 1 ] |
| 2008 | Mondiali juniores | Bydgoszcz | Marcia 10000 m | 15º       | 44'02"78 | [ 2 ] |
| 2009 | Europei under 23  | Kaunas    | Marcia 20 km   | 14º       | 1h29'08  | [ 3 ] |
| 2011 | Europei under 23  | Ostrava   | Marcia 20 km   | 5º        | 1h26'07  | [ 4 ] |
| 2011 | Universiadi       | Shenzhen  | Marcia 20 km   | 9º        | 1h27'32  | [ 5 ] |
| 2013 | Mondiali          | Mosca     | Marcia 20 km   | 42º       | 1h29'26  | [ 6 ] |
| 2015 | Mondiali          | Pechino   | Marcia 20 km   | 27º       | 1h24'33  | [ 7 ] |
| 2021 | Giochi olimpici   | Tokyo     | Marcia 20 km   | 44º       | 1h31'19" |       |

## Campionati nazionali
- 3 volte campione assoluto nei 50 km di marcia (2011, 2012, 2015)
- 3 volte campione assoluto nei 20 km di marcia (2012, 2016, 2021)
- 2 volta campione assoluto nei 10 km di marcia (2015, 2017)
- 1 volta campione assoluto nei 5000m di marcia indoor (2021)
- 1 volta campione universitario nei 5000 m di marcia (2014)
- 2 volte campione promesse nei 50 km di marcia (2010, 2011)
- 1 volta campione promesse nei 10000 m di marcia (2011)
- 1 volta campione juniores indoor nei 5 km di marcia (2008)
- 1 volta campione allievi nei 10000 m di marcia (2006)
- 1 volta campione allievi indoor nei 5 km di marcia (2006)

2005
- Argento ai Campionati italiani allievi e allieve, (Rieti), Marcia 10 km - 45'38"21[8]

2006
- Oro ai Campionati italiani allievi-juniores-promesse indoor, (Ancona), Marcia 5 km - 21'44"19[9]
- 11º ai Campionati italiani assoluti, (Torino), Marcia 10 km - 44'21"74[10]
- Oro ai Campionati italiani allievi e allieve, (Fano), Marcia 10000 m - 45'04"71[11]

2007
- Argento ai Campionati italiani allievi-juniores-promesse indoor, (Genova), Marcia 5 km - 21'19"68[12]
- 6º ai Campionati italiani juniores e promesse, (Bressanone), Marcia 10000 m - 47'13"11[13]

2008
- Oro ai Campionati italiani allievi-juniores-promesse indoor, (Ancona), Marcia 5 km - 20'54"10[14]
- Bronzo ai Campionati italiani juniores e promesse, (Torino), Marcia 10000 m - 42'50"56[15]

2009
- 5º ai Campionati italiani juniores e promesse, (Rieti), Marcia 10000 m - 43'41"45[16]
- 6º ai Campionati italiani 20 km di marcia, (Valsugana), Marcia 20 km - 1:30'42 (assoluti)[17]
- 4º ai Campionati italiani 20 km di marcia, (Valsugana), Marcia 20 km - 1:30'42 (promesse)[17]

2010
- Argento ai Campionati italiani 50 km di marcia, (Signa), Marcia 50 km - 4:22'29 (assoluti)[18]
- Oro ai Campionati italiani 50 km di marcia, (Signa), Marcia 50 km - 4:22'29 (promesse)[19]

2011
- Oro ai Campionati italiani juniores e promesse, (Bressanone), Marcia 10000 m - 41'35"65[20]
- Argento ai Campionati italiani assoluti, (Torino), Marcia 10000 m - 41'00"33[21]
- Oro ai Campionati italiani 50 km di marcia, (Villa di Serio), Marcia 50 km - 3:55'04 (assoluti)[22]
- Oro ai Campionati italiani 50 km di marcia, (Villa di Serio), Marcia 50 km - 3:55'04 (promesse)[22]

2012
- Oro ai Campionati italiani 20 km di marcia, (Sesto San Giovanni), Marcia 20 km - 1:28'37[23]
- Oro ai Campionati italiani 50 km di marcia, (Villa di Serio), Marcia 50 km - 3:51'37[24]

2013
- 5º ai Campionati italiani assoluti, (Milano), Marcia 10000 m - 41'52"65[25]

2014
- Argento ai Campionati italiani 50 km di marcia, (Latina), Marcia 50 km - 4:01'55[26]
- Argento ai Campionati italiani 20 km di marcia, (Locorotondo), Marcia 20 km - 1:27'10[27]
- Oro ai Campionati nazionali universitari, (Milano), Marcia 5000 m - 19'32”89[28]
- Argento ai Campionati italiani assoluti, (Rovereto), Marcia 10 km - 40'21[29]

2015
- Oro ai Campionati italiani 50 km di marcia, (Riposto), Marcia 50 km - 3:55'09[30]
- Bronzo ai Campionati italiani assoluti indoor, (Padova), Marcia 5 km - 19'26"94[31]
- Argento ai Campionati italiani 20 km di marcia, (Cassino), Marcia 20 km - 1:22'33[32]
- Oro ai Campionati italiani assoluti, (Torino), Marcia 10 km - 40'36[33]

2016
- Oro ai Campionati italiani 20 km di marcia, (Cassino), Marcia 20 km - 1:21'56[34]

## Altre competizioni internazionali
2006
- 25º nella Coppa del mondo juniores di marcia, ( La Coruña), Marcia 10 km - 45'08[35]
- 4º nella Coppa del mondo juniores di marcia, ( La Coruña), Classifica a squadre - 29 punti[36]

2007
- Bronzo nell'Incontro internazionale juniores indoor Francia-Germania-Italia, ( Vittel), Marcia 5 km - 21'24"33[1]
- 22º nella Coppa Europa juniores di marcia, ( Leamington Spa), Marcia 10 km - 44'11[1]
- 7º nella Coppa Europa juniores di marcia, ( Leamington Spa), Classifica a squadre - 39 punti[37]

2008
- Oro nell'Incontro internazionale juniores indoor Germania-Francia-Italia, ( Halle), Marcia 5 km - 20'56"81[2]
- Argento nell'Incontro internazionale juniores di marcia, ( Poděbrady), Marcia 10 km - 42'12[2]
- Oro nell'Incontro internazionale juniores di marcia, ( Poděbrady), Classifica a squadre[38]
- 7º nella Coppa del mondo juniores di marcia, ( Čeboksary), Marcia 10 km - 42'18[2]
- 4º nella Coppa del mondo juniores di marcia, ( Čeboksary), Classifica a squadre - 19 punti[39]

2010
- 27º nella Coppa del mondo di marcia, ( Chihuahua), Marcia 50 km - 4:11'29[40]
- 6º nella Coppa del mondo di marcia, ( Chihuahua), Classifica a squadre - 67 punti[41]

2011
- 7º nell'Incontro internazionale di marcia, ( Poděbrady), Marcia 20 km - 1:26'01[42]
- Oro nell'Incontro internazionale di marcia, ( Poděbrady), Classifica a squadre[43]
- 12º nella Coppa Europa di marcia, ( Olhão), Marcia 20 km - 1:26'59[44]
- Argento nella Coppa Europa di marcia, ( Olhão), Classifica a squadre - 27 punti[45]

2012
- 64º nella Coppa del mondo di marcia, ( Saransk), Marcia 50 km - 4:22'26[46]

2013
- In finale nella Coppa Europa di marcia, ( Dudince), Marcia 50 km - r[6]
- 6º nell'Incontro internazionale di marcia, ( Poděbrady), Marcia 20 km - 1:22'33[6]
- Oro nell'Incontro internazionale di marcia, ( Poděbrady), Classifica a squadre[47]

2014
- 38º nella Coppa del mondo di marcia, ( Taicang), Marcia 50 km - 4:10'49[48]
- 5º nella Coppa del mondo di marcia, ( Taicang), Classifica a squadre - 85 punti[49]

2015
- 12º nella Coppa Europa di marcia, ( Murcia), Marcia 50 km - 3:56'09[7]
- Argento nella Coppa Europa di marcia, ( Murcia), Classifica a squadre - 23 punti[50]

## Istruzione
Federico ha ottenuto il diploma in Tecnico di Laboratorio Chimico-Biologico. Ha inoltre una Laurea Triennale in Scienze Motorie (L-22), una Laurea Triennale in Comunicazione interculturale e una in Magistrale in Antropologia Culturale ed Etnologia (LM-1) presso l'Università degli Studi di Torino.